# Worms Blast
Worms Blast – komputerowa gra zręcznościowa wyprodukowana w 2002 roku przez brytyjskie studio Team17. Worms Blast jest częścią serii gier komputerowych Worms, ale poza motywem walki dżdżownic nie ma wiele wspólnego z głównymi częściami serii. Rozgrywka polega na tym, że gracz musi zniszczyć wszystkie klocki znajdujące się na planszy przy użyciu najróżniejszych zestawów broni.